# La Ngà
La Ngà là một xã thuộc tỉnh Đồng Nai, Việt Nam.
Xã La Ngà có diện tích 83,77 km², dân số năm 1999 là 15.084 người, mật độ dân số đạt 180 người/km².

## Hành chính
Xã La Ngà được chia thành 8 ấp: 1, 3, 4, 5, Phú Quý 1, Phú Quý 2, Mít Nài, Vĩnh An, 2/97, Bằng Lăng.